# Superuomini, superdonne, superbotte
Superuomini, superdonne, superbotte è un film del 1975, diretto da Alfonso Brescia con lo pseudonimo di Al Bradley.

## Trama
Una tribù di guerriere Amazzoni spadroneggia facendo saccheggi e razzie lungo i villaggi vicini al loro regno. Durante una delle loro razzie, però, vengono spaventate da una sorta di supereroe mascherato che compie grandi balzi, che riesce a metterle in fuga: si tratta di Dharma, un essere millenario che i capi villaggio considerano sacro e che riveriscono come fosse un dio. Dharma però non è un dio, bensì un truffatore che si è arricchito a spese dei villici vivendo in una caverna che ha trasformato nel suo regno tramite speciali macchine e chi ha salvato il villaggio dalle Amazzoni è Aru, il suo discepolo, che crede che Dharma sia un dio e vuole essere bruciato col Fuoco dell'Immortalità. Dharma gli rivela però che non c'è mai stato nessun fuoco sacro e che il segreto dell'immortalità di Dharma sta nel costume che viene tramandato da maestro ad allievo da quattro secoli.
Un giorno, durante un'incursione delle Amazzoni, Dharma muore e dice ad Aru di andare alla Città del Lago D'Argento, dove incontrerà due uomini straordinari come Aru: il nero Moog, dalla forza sovrumana e il super soffio, e l'orientale Chung, agile e scattante.
Insieme, i tre si metteranno in marcia per fermare le Amazzoni venendo talvolta ostacolati da una banda di ladri imbranati che si fanno chiamare "Le Tigri".